# Гацо Веронезе
Гацо Веронезе (итал. Gazzo Veronese) је насеље у Италији у округу Верона, региону Венето.
Према процени из 2011. у насељу је живело 344 становника. Насеље се налази на надморској висини од 13 м.

## Становништво
| 1951. | 1961. | 1971. | 1981. | 1991. | 2001. | 2011. |
| ----- | ----- | ----- | ----- | ----- | ----- | ----- |
| 8.679 | 7.127 | 6.041 | 6.186 | 5.798 | 5.515 | 5.477 |